# Kistótfalu
Kistótfalu é um município da Hungria, situado no condado de Baranya. Tem 10,5 km² de área e sua população em 2019 foi estimada em 276 habitantes.